# Paulo César Fonseca Nunes
Paulo César Fonseca Nunes (* 20. Januar 1979 in Pelotas) ist ein ehemaliger brasilianischer Fußballspieler.

## Karriere
Der Abwehrspieler verbrachte seine ersten fußballerischen Jahre beim FC Ituano und Grêmio FBPA in Brasilien. Bis er 2000 in die 2. Bundesliga zu den Stuttgarter Kickers wechselte. Nach der Saison 2000/01 verließ er die Kickers und kehrte wieder in sein Heimatland zurück, dort war er für den Joinville EC, Campinense Clube sowie EC Internacional (SC) aktiv. Nach dieser Zeit folgten viele Wechsel zwischen seiner Heimat und diversen Vereinen auf asiatischem Boden, so war César unter anderem in China, Katar und im Iran am Ball. Auch seine letzte Station in seiner Laufbahn war der Brasilianer in Asien tätig, beim Hongkonger Erstligisten Sun Pegasus FC.